# Tabanus veterinarius
Tabanus veterinarius är en tvåvingeart som beskrevs av Travassos Dias 1964. Tabanus veterinarius ingår i släktet Tabanus och familjen bromsar. Inga underarter finns listade i Catalogue of Life.